# 新潟県立上越特別支援学校
新潟県立上越特別支援学校（にいがたけんりつ じょうえつとくべつしえんがっこう）は新潟県上越市に所在する県立特別支援学校である。

## 概要
本校の前身は1967年（昭和42年）5月に直江津身体障害者父母の会総会で「地元に肢体不自由の養護学校設立を」という要望が採択され、1972年（昭和47年）に直江津身体障害者父母の会および高田心身障害者福祉協会を中心に新潟県へ陳情を行ったのが切っ掛けで1979年（昭和54年）に設置された新潟県立上越養護学校で、近隣に所在する新潟県立高田特別支援学校とともに上越地域に居住する障害のある児童・生徒に教育を行っている。
校舎内にはかつて2006年3月31日をもって閉校した新潟県立高田盲学校の小・中学部が、新潟県立新潟盲学校 高田分校として設置されていたが、高田分校は2012年4月1日より休校となり、翌2013年3月31日をもって閉校となっている。
また、2012年4月1日より新潟県立長岡聾学校の上越地域における幼稚部として、当校内に高田分校として開設されている。

## 沿革
- 1976年（昭和51年）6月 - 設置が決まる[1]。
- 1977年（昭和52年）3月 - 校地造成工事完了[1]。
- 1978年（昭和53年）
  - 3月 - 管理棟、中学校棟、小学校棟の第1期工事終了[1]。
  - 11月 - 新潟県立高田養護学校内に事務室を開設　開校準備[1]。
- 1979年（昭和54年）
  - 3月末 - 体育館、訓練棟、寄宿舎棟完成[1]。
  - 4月5日 - 新潟県立上越養護学校として開校　この年を創立の年とする。当時は小学部、中学部、訪問教育が設置されていた[5]。
- 1980年（昭和55年）10月23日 - 第12回関東甲越地区肢体由自由教育研究協議会主管
- 1983年（昭和58年）4月1日 - 高等部を設置
- 1985年（昭和60年）4月1日 - 第5次県教育課程等実験校として指定される
- 1987年（昭和62年）3月1日 -校章制定
- 1987年（昭和62年）3月20日 -校旗樹立
- 1987年（昭和62年）5月29日 - 県教育委員会指定教育課程等実験校研究発表会
- 1987年（昭和62年）6月20日 - プール開き
- 1988年（昭和63年）10月16日 - 創立10周年記念式典・校歌制定発表会
- 1991年（平成3年）7月28日-29日 - 第27回関東甲越地区肢体不自由養護学校PTA連合会・校長会合同研究協議会（新潟大会）主管
- 1994年（平成6年）
  - 4月 - 高等部に重複障害児学級が開設される[6]。
  - 6月2日 - 学習指導用コンピュータ導入
- 1995年（平成7年）11月1日 - 全国学校給食優良校として表彰される
- 1998年（平成10年）10月1日-2日 - 第35回関肢研新潟大会主管(直江津)
- 1998年（平成10年）10月18日 - 創立20周年記念式典・学習発表会
- 2002年（平成14年）9月28日 - 校内LAN整備
- 2002年（平成14年）11月8日 - 樹木移植及び花壇整備工事
- 2004年（平成16年）11月8日 - 第11回新潟県障害児音楽授業研究会主管
- 2006年（平成18年）4月1日 - 新潟県立新潟盲学校高田分校を開設
- 2011年（平成23年）4月1日 - 新潟県立上越特別支援学校に改称した
- 2012年（平成24年）4月1日 - 新潟県立新潟盲学校高田分校を休校とし、新潟県立長岡聾学校高田分校を開設
- 2013年（平成25年）3月31日 - 新潟県立新潟盲学校高田分校を閉校

## 学校行事

### 1学期
- 春の交通安全指導・交通安全教室
- 運動会
- 親子給食会
- ジョイフルコンサート

### 2学期
- 秋の交通安全指導
- 学習発表会
- 給食週間
- ジョイフルコンサート
- 寄宿舎いずみカーニバル
- ALT訪問
- 支援事業相談会

### 3学期
- 図書館祭り
- PTA雪上レクリエーション
- ジョイフルコンサート
- 寄宿舎お別れ会
- 支援事業相談

## アクセス
- JR東日本（北陸新幹線）ETR（妙高はねうまライン）上越妙高駅（西口）より北へ約850m[7]（徒歩：約10分[7]）